# WDSD
WDSD („Delawares Continuous Country“) ist eine Country-Radiostation aus Dover, Delaware. Die Station gehört iHeartMedia.
WDSD sendet auf UKW 94,7 MHz mit 50 kW. Parallel wird in HD Radio gesendet; auf HD1 wird das Programm von WSDS übertragen, auf HD das Talkformat von WILM simulcastet.